# Galaxia lenticular M85
Messier 85 (también conocido como M85 o NGC 4382) es una galaxia lenticular, aunque estudios muy recientes muestran que en realidad puede ser una galaxia elíptica, en la constelación Coma Berenices. Fue descubierta por Pierre Méchain en 1781. Es el extremo más al norte del cúmulo de Virgo descubierto hasta 2004[cita requerida].
Esta galaxia se caracteriza además de por su gran pobreza en hidrógeno neutro y por su compleja estructura -que se ha sugerido ha sido causada por una fusión con otra galaxia acaecida hace entre 4 mil millones de años y 7 mil millones de años- por la presencia de una población estelar relativamente joven comparada con la edad de la mayoría del resto de sus estrellas (<3 mil millones de años de edad) en su centro, dispuestas algunas de ellas en un anillo alrededor de este, -tal vez producto de un brote estelar tardío-, y finalmente por formar un grupo con varias galaxias vecinas entre las que destaca la galaxia espiral barrada NGC 4394
M85 parece tener un agujero negro supermasivo en su centro con una masa estimada en aproximadamente 100 millones de masas solares.
La supernova tipo I, 1960R fue descubierta en el M85 el 20 de diciembre de 1960 y alcanzó una magnitud aparente de 11,7.
El 7 de enero de 2006 apareció en esta galaxia un destello de luz (M85 OT2006-1) de características peculiares que llegó a alcanzar una magnitud aparente de 13 y que ha sido conocido como nova luminosa roja. Se desconoce su origen, pero algunas teorías apuntan a una colisión entre dos estrellas cómo la causa más probable y/o que es un objeto similar a V838 Monocerotis, pero producido por una estrella de baja masa.

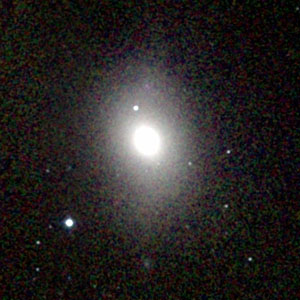
La Galaxia Lenticular M85.

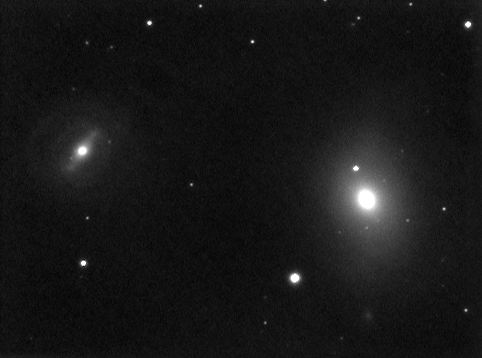
La galaxia lenticular M85 y la galaxia espiral NGC 4394.